# Platypeza tephrura
Platypeza tephrura är en tvåvingeart som beskrevs av Shatalkin 1985. Platypeza tephrura ingår i släktet Platypeza och familjen svampflugor. Inga underarter finns listade i Catalogue of Life.